# Tessa Bonhomme
Tessa Bonhomme (* 23. Juli 1985 in Sudbury, Ontario) ist eine kanadische Eishockeyspielerin, die zuletzt bis 2015 für die Toronto Furies in der Canadian Women’s Hockey League spielte.

## Karriere
Tessa Bonhomme begann ihre Karriere als Eishockeyspielerin in ihrer Heimatstadt bei den Sudbury Lady Wolves, für die sie von 1998 bis 2003 aktiv war und in ihrer letzten Spielzeit außerdem als Mannschaftskapitänin auflief. Anschließend besuchte sie fünf Jahre lang die Ohio State University, für deren Eishockeymannschaft sie parallel spielte und Logopädie studierte. Bereits in ihrer Debütsaison im Team der Ohio State Buckeyes gelang der kanadischen Verteidigerin der Durchbruch in der National Collegiate Athletic Association, als sie in 34 Begegnungen auf dem Eis stand und 20 Punkte verbuchte. Dadurch war Bonhomme in der Saison 2003/04 die erfolgreichste Punktesammlerin unter den Verteidigerinnen der Ohio State Buckeyes und wurde aufgrund ihrer ausgezeichneten Leistungen zum Saisonende mit mehreren Ehrungen bedacht; neben der Wahl ins All-Rookie Team der Western Collegiate Hockey Association zeichnete sie die Ohio State University als beste Neuspielerin des Jahres aus.
In den folgenden Jahren gelang es der Nationalspielerin ihre Führungsrolle als zentraler Bestandteil der Mannschaft kontinuierlich zu untermauern. In jeder der folgenden drei Spielzeiten, in denen Bonhomme zumindest eine Partie in der Western Collegiate Hockey Association für die Ohio State Buckeyes absolvierte, steigerte die Kanadierin ihre Punkteausbeute und kam gesamthaft in 132 NCAA-Spielen auf 42 Torerfolge und 86 Assists. Lediglich für die Saison 2005/06 setzte sie vom Spielbetrieb der Western Collegiate Hockey Association aus und legte den Fokus auf ihr Logopädie-Studium, um ihren Förderzeitraum an der Universität von üblicherweise vier Jahren zu verlängern. Dadurch war sie nicht berechtigt in Universitätsspielen aufzulaufen, allerdings bestand weiterhin die Möglichkeit am Mannschaftstraining teilzunehmen.
Zur Spielzeit 2006/07 kehrte die Linksschützin schließlich in den Ligabetrieb der Ohio State Buckeyes und überzeugte mehr als je zuvor im Offensivbereich, indem sie erstmals die Punktemarke von durchschnittlich einem Zähler pro Begegnung übertraf. Ihre individuellen Leistungen wurden mit mehreren Auszeichnungen gewürdigt; unter anderem neben der Nominierung fürs WCHA First All-Star Team war die Kanadierin außerdem eine von zehn Finalistinnen für den Patty Kazmaier Memorial Award, welcher alljährlich an die beste weibliche College-Eishockeyspielerin verliehen wird. Vor Beginn der Saison 2007/08 wurde sie in einer teaminternen Wahl zur Mannschaftskapitänin der Ohio State Buckeyes selektiert, nachdem die Linksschützin in der vorhergehenden Spielzeit bereits als Co-Kapitänin aktiv war. Bonhomme fügte sich in ihrer neuen Rolle ausgezeichnet ein, steigerte ihre Offensivproduktion abermals deutlich und wurde nach Beendigung ihrer letzten Saison im College-Eishockey wiederholt mit zahlreichen individuellen Ehrungen bedacht. Außerdem wurde sie zum zweiten Mal in ihrer Laufbahn als eine von zehn Finalistinnen für den Patty Kazmaier Memorial Award nominiert, den sie jedoch erneut nicht gewann. Bis dato war die Kanadierin die einzige Akteurin in der Historie der Ohio State Buckeyes, welche im Verlauf ihrer College-Laufbahn mehrmals als Finalistin für die Auszeichnung als beste weibliche Collegespielerin berücksichtigt worden war.

### International
Für Kanada nahm Bonhomme an den Weltmeisterschaften 2007 und 2009 teil. Zudem stand sie im Aufgebot ihres Landes bei den Olympischen Winterspielen 2010 in Vancouver. In den Jahren 2004, 2005, 2006, 2009 und 2010 nahm sie jeweils mit ihrer Mannschaft am 4 Nations Cup teil. 

## Erfolge und Auszeichnungen
| - 2004 WCHA All-Rookie Team - 2007 AHCA Second Team All-American - 2007 WCHA First All-Star Team - 2008 WCHA Player of the Year | - 2008 WCHA Defensive Player of the Year - 2008 WCHA First All-Star Team - 2008 AHCA First Team All-American - 2014 Clarkson Cup mit den Toronto Furies |

### International
| - 2004 Goldmedaille beim 4 Nations Cup - 2005 Goldmedaille beim 4 Nations Cup - 2006 Goldmedaille beim 4 Nations Cup - 2007 Goldmedaille bei der Weltmeisterschaft | - 2009 Silbermedaille bei der Weltmeisterschaft - 2009 Goldmedaille beim 4 Nations Cup - 2010 Goldmedaille bei den Olympischen Winterspielen - 2010 Goldmedaille beim 4 Nations Cup - 2011 Silbermedaille bei der Weltmeisterschaft - 2012 Goldmedaille bei der Weltmeisterschaft - 2013 Silbermedaille bei der Weltmeisterschaft |

## Karrierestatistik
(Legende zur Spielerstatistik: Sp oder GP = absolvierte Spiele; T oder G = erzielte Tore; V oder A = erzielte Assists; Pkt oder Pts = erzielte Scorerpunkte; SM oder PIM = erhaltene Strafminuten; +/− = Plus/Minus-Bilanz; PP = erzielte Überzahltore; SH = erzielte Unterzahltore; GW = erzielte Siegtore; 1 Play-downs/Relegation; Kursiv: Statistik nicht vollständig)

## Persönliches
Ihr Vater Doug Bonhomme war über 20 Jahre als Scout des Central Scouting Bureau der Ontario Hockey League tätig. Als Jugendliche spielte sie in lokalen unterklassigen Ligen, unter anderem gemeinsam mit dem späteren NHL-Akteur Zack Stortini.